# Triphosa expansa
Triphosa expansa är en fjärilsart som beskrevs av W. Warren 1888. Triphosa expansa ingår i släktet Triphosa och familjen mätare. Inga underarter finns listade i Catalogue of Life.